# 奧斯曼亞字母
奧斯曼亞字母，是用作記錄索馬里語的文字，在1920年至1922年期間由奧斯曼·尤瑟夫·肯納迪發明。

## 歷史
奧斯曼亞字母在索馬里獲得普遍的支持，相關的文學迅速發展，但在一直沿用的阿拉伯字母、和由發明以拉丁字母作基礎的新興索馬里字母的激烈競爭下，奧斯曼亞字母難以廣泛傳播。
隨著民族主義的情緒增長，加上索馬里語長時間失去其古老的文字，關於採用普遍認可的索馬里文字的討論相繼出現。在獨立以後，爭論的重點變成使用阿拉伯文字還是拉丁字母。
在1972年10月，索馬里總統單方面地決定採用簡單、能處理索馬里語發音和已被廣泛使用的拉丁字母，代替阿拉伯文字和奧斯曼亞字母。政府其後展開大規模的識字運動，確保能使用單一文字，奧斯曼亞字母從此式微。

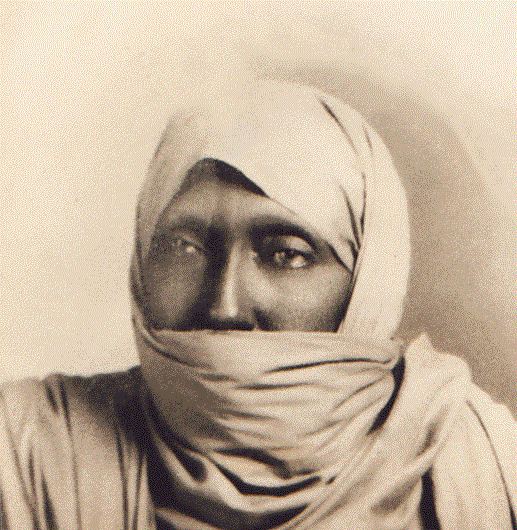
奧斯曼·尤瑟夫·肯納迪

## 書寫方向
奧斯曼亞文字的閱讀和書寫方向都是從左到右，字母名稱以阿拉伯字母作根據，而長元音 uu 和 ii 分別由 waaw 和 yaa 表示。 

## Unicode
奧斯曼亞字母的Unicode範圍是從 10480 至 104AF [從 U+10480 至 U+104AF (66688–66735)]。
| 奧斯曼亞字母 Osmanya[1][2] Unicode Consortium 官方碼表（PDF） |   |   |   |   |   |   |   |   |   |   |   |   |   |   |   |   |
|                                                               | 0 | 1 | 2 | 3 | 4 | 5 | 6 | 7 | 8 | 9 | A | B | C | D | E | F |
| U+1048x                                                       | 𐒀 | 𐒁 | 𐒂 | 𐒃 | 𐒄 | 𐒅 | 𐒆 | 𐒇 | 𐒈 | 𐒉 | 𐒊 | 𐒋 | 𐒌 | 𐒍 | 𐒎 | 𐒏 |
| U+1049x                                                       | 𐒐 | 𐒑 | 𐒒 | 𐒓 | 𐒔 | 𐒕 | 𐒖 | 𐒗 | 𐒘 | 𐒙 | 𐒚 | 𐒛 | 𐒜 | 𐒝 |   |   |
| U+104Ax                                                       | 𐒠 | 𐒡 | 𐒢 | 𐒣 | 𐒤 | 𐒥 | 𐒦 | 𐒧 | 𐒨 | 𐒩 |   |   |   |   |   |   |
| 註釋 1.^ 依據 Unicode 14.0 2.^ 灰色區域表示未分配的碼位       |   |   |   |   |   |   |   |   |   |   |   |   |   |   |   |   |

## 資料來源
- I.M. Lewis (1958) Bulletin of the School of Oriental and African Studies, University of London, Vol. 21 pp 134-156.

## 外部連結
- Osmanya, Borama, Wadaad's writing 與索馬里語（页面存档备份，存于）
- Afkeenna iyo fartiisa（页面存档备份，存于） - 以奧斯曼亞文字寫成的書
- 索馬里本土字母
- The Gadabuursi Somali Script （页面存档备份，存于） - qasidas in Gadabuursi/Borama
- 奧斯曼亞字母Unicode碼 （页面存档备份，存于）
- 奧斯曼亞字母Unicode字型 （页面存档备份，存于）